# Баже
Баже (порт. Bagé) — муниципалитет в Бразилии, входит в штат Риу-Гранди-ду-Сул. Составная часть мезорегиона Юго-запад штата Риу-Гранди-ду-Сул. Входит в экономико-статистический микрорегион Кампанья-Меридиунал. Население составляет 112 678 человек на 2007 год. Занимает площадь 4 095,526 км². Плотность населения — 29,9 чел./км².
В городе имеется аэропорт Команданте Густаву Кремер.

## История
Город основан 17 июля 1811 года.

## Статистика
- Валовой внутренний продукт на 2004 составляет 840.579.000,00 реалов (данные: Бразильский институт географии и статистики).
- Валовой внутренний продукт на душу населения на 2004 составляет 6.997,00 реалов (данные: Бразильский институт географии и статистики).
- Индекс развития человеческого потенциала на 2000 составляет 0,802 (данные: Программа развития ООН).

## География
Климат местности: субтропический. В соответствии с классификацией Кёппена, климат относится к категории Cfa.